# Нагольний кряж
Нагольний кряж — південно-східна частина Донецького кряжу. Розташований на півдні Луганської області та на заході Ростовської області РФ. Рельєф ускладнений пасмами, гривами та куполами (Грибоваха 222 м, Дяківський, Центральний). Геоструктурно кряж приурочений до зниження Донецької складчастої споруди. Складений головним чином пісковиками, вапняками і сланцями. Характерне жильне поліметалічне зруденіння. Гірничі роботи на його теренах відомі з скіфсько-аланських часів (видобуток золота).
У Довжанському районі Луганської області створено однойменний заказник "Нагольний кряж".

## Див також
- Бобриківське родовище